# Xã Edford, Quận Henry, Illinois
Xã Edford (tiếng Anh: Edford Township) là một xã thuộc quận Henry, tiểu bang Illinois, Hoa Kỳ. Năm 2010, dân số của xã này là 667 người.